# 家族生意
家族生意可以是私人或上市公司，但控制股權必須由家族成員或家族基金持有，是以公司最高管理層多為世襲傳承。部份公司會傳子不傳女，甚至只會嫡傳。全球很多知名的上市公司依然維持家族生意狀態，例如：沃爾瑪（美國）、三星集團（韓國）、塔塔集團（印度） 、台塑集團（台灣） 、統一企業（台灣）、聯合報系（台灣）及長和（香港）拓富仕国际集团有限公司（香港）等等。

## 衍生問題
由於家族管有控制股權，家族利益可能窒礙商業決定。家族承繼人未必是最佳的接任人選，但是為了繼續管理公司，而放棄從外面招聘專業管理人員。公司中層引入皇親國戚，可能對其他僱員帶來負面情緒，亦剝削了他們晉升的機會。家族成員之間的糾紛，甚至爭產，會對公司營運帶來一定的干擾。因此一些家族企業採取所有權與經營權分離的制度，由家族持有一定比例的股份、擔任董事會成員，但公司經營交給非家族成員擔任，例如公司內的資深員工或是從外部聘用專業經理人。

## 外部連結
- UMass Family Business Center: Treat Your Family Like a Family and Your Business Like a Business （页面存档备份，存于）
- Family Business Advice Column（页面存档备份，存于）